# Cesáreo Victorino Ramírez
Cesáreo Victorino Ramírez (Ciudad de México, México; 8 de febrero de 1947 - Cuernavaca, Morelos, México; 19 de junio de 1999) fue un futbolista mexicano que compitió en los XIX Juegos Olímpicos.

## Trayectoria deportiva
Debuta en el recién ascendido Cruz Azul el 30 de mayo de 1965, en la victoria por 2-1 ante Irapuato. Anotó su primer gol en el empate a uno frente al Zacatepec en el torneo de copa 1965-66. Marcó un destacado doblete frente a Universidad al año siguiente, terminado el partido con un 4-1 final. En la 1968-69, el Cruz Azul se coronaba campeón de todas las competencias disputadas, siendo el segundo equipo a nivel mundial en conseguir el cuadruplete. En la final de la 1971-72, anotaría el segundo de los cuatro goles frente al América, logrando el tercer título de liga del equipo. Después de un año más con el equipo, y un nuevo título de liga, en 1973 llega al Jalisco, donde permanecería dos años. En 1975 ficha por el América, donde quedaba campeón de liga en su primer año. En 1978, después de ganar la copa de la Concacaf, el equipo se consagraba campeón de la Copa Interamericana frente al Boca Juniors de Argentina, siendo el primer título de un club mexicano en la competición. Se retiró en 1979, luego de 14 años de carrera y 13 títulos en clubes.
Entre 1967 y 1973 fue convocado en 19 ocasiones a la selección nacional, participando en los Juegos Panamericanos de 1967, donde se quedaron con la medalla de oro; y en los Juegos Olímpicos de México 1968, marcando en la derrota 4-1 ante Francia, y terminando en cuarto puesto luego de perder el partido por la medalla de bronce por 2-0 ante Japón.

#### Participaciones internacionales
| Evento                       | Sede     | Resultado     |
| ---------------------------- | -------- | ------------- |
| Juegos Panamericanos de 1967 | Winnipeg | Campeón       |
| Juegos Olímpicos de 1968     | México   | Cuarto puesto |

## Fallecimiento
Siendo entrenador de las inferiores del Pachuca, Cesáreo Victorino, a los 52 años de edad, perdió la vida junto con otros jugadores en un accidente carretero, luego de que el autobús del equipo se estrellara en Cuernavaca, Morelos, en horas de la madrugada el 19 de junio de 1999, mientras se dirigían al puerto de Acapulco a sostener un partido amistoso.

## Libro conmemorativo
Patricia Mungaray, su esposa, publicó en 2016 un libro en su memoria. Madre de Cesáreo Victorino Mungaray (también futbolista), en el libro «Me han robado un palco» recorre la vida de Cesáreo, su niñez en la colonia Tránsito, su familia (de padre albañil) y su incursión al mundo futbolístico; la época dorada en el Cruz Azul campeonísimo, su traspaso al Jalisco y de ahí la mudanza al América.

“¿Por qué el título de Me han robado un palco? Porque al morir Cesáreo, no volví más al futbol”.
Patricia Mungaray en una entrevista el 19 de mayo de 2015.

## Palmarés

#### Campeonatos nacionales
| Título                     | Club      | País   | Edición     |
| -------------------------- | --------- | ------ | ----------- |
| Primera División de México | Cruz Azul | México | 1968-69     |
| Copa México                | Cruz Azul | México | 1968-69     |
| Campeón de Campeones       | Cruz Azul | México | 1968-69     |
| Primera División de México | Cruz Azul | México | México 1970 |
| Primera División de México | Cruz Azul | México | 1971-72     |
| Primera División de México | Cruz Azul | México | 1972-73     |
| Primera División de México | América   | México | 1975-76     |
| Campeón de Campeones       | América   | México | 1975-76     |

#### Campeonatos internacionales
| Título                           | Club      | Sede         | Edición |
| -------------------------------- | --------- | ------------ | ------- |
| Copa de Campeones de la Concacaf | Cruz Azul | México D. F. | 1969    |
| Copa de Campeones de la Concacaf | Cruz Azul | Jasso        | 1970    |
| Copa de Campeones de la Concacaf | Cruz Azul | México D. F. | 1971    |
| Copa de Campeones de la Concacaf | América   | Paramaribo   | 1977    |
| Copa Interamericana              | América   | México D. F. | 1977    |

| Título                        | Selección     | Sede     | Edición |
| ----------------------------- | ------------- | -------- | ------- |
| Torneo Panamericano de Fútbol | México Sub-23 | Winnipeg | 1967    |